# HaNoar HaTzioni
Hanoar Hatzioni è un movimento giovanile fondato nel 1926,  con i suoi uffici centrali ora in Israele. I suoi tre pilastri principali sono lo chalutzismo ("spirito pionieristico", dalla parola ebraica chalutz , "pioniere"), il pluralismo e il sionismo. Il movimento vede il giudaismo come la fonte dei valori nazionali, sociali e morali che preservano l'integrità e la continuità del popolo ebraico.
L'obiettivo principale dell'HaNoar Hatzioni è Hagshama Atzmit (materializzazione personale), che tra le altre cose significa avere una piena vita ebraica in Israele. Per i suoi scopi il movimento utilizza il metodo scout.

## Storia di Hanoar
Negli anni successivi alla prima guerra mondiale, due correnti ideologiche correvano nella gioventù europea, compresi gli ebrei: il nazionalismo fascista e il marxismo rivoluzionario. Un piccolo gruppo di giovani ebrei illuminati ha criticato le posizioni e gli slogan estremisti concludendo che non avrebbero sopportato la realtà. Allo stesso tempo, hanno percepito il pericolo causato dalla separazione e contrapposizione delle persone in due campi opposti, in lotta tra loro, giungendo alla conclusione di dare vita ad un movimento giovanile.
Correva l'anno 1926 quando l'idea si concretizzò con la fondazione di Hanoar Hatzioni. Già ai suoi inizi, il movimento è apparso sulla scena come movimento educativo, che estraeva i suoi principi dalle fondamenta del giudaismo, del sionismo e dei pionieri.

### Hanoar nel Regno Unito
Nel 1956, Hanoar Hatzioni è stata fondata in Gran Bretagna. Durante questo periodo, c'era poco da offrire ai giovani ebrei. Hanoar Hatzioni ha offerto un'alternativa ai movimenti giovanili sionisti altamente politici o religiosi e ai club giovanili non politici.
Durante gli anni '60, Hanoar Hatzioni in Gran Bretagna concentrò le sue attività in quelle regioni che avevano ben poco da offrire ai giovani ebrei organizzando con successo riunioni settimanali in tutto il paese, eventi residenziali, come i campi che continuano ancora oggi, e i viaggi in Israele.

## La visione di Hanoar Hatzioni
Hanoar ha due convinzioni di fondo: 
1. l'educazione del Chanich, il partecipante;
2. la visione del mondo ebraico-sionista: attraverso questa concezione si sforza di far crescere il futuro del popolo ebraico con la fede nella centralità dello Stato di Israele.[4]

### Ebraismo
Sin dai tempi del Secondo Tempio, il giudaismo era molto impegnato in discussioni e dibattiti: questo è ciò che ha portato alla stesura del Talmud. Hanoar Hatzioni accetta e incoraggia l'esistenza di diverse correnti di pensiero, di diverse concezioni filosofiche e modi di pratica, nel quadro dello scenario ebraico moderno.
Hanoar Hatzioni accetta chiunque si definisca ebreo, al di là dei requisiti Halacha ortodossi. Si sforza di creare Chanichim con una forte identità verso i partecipanti e sul significato dell'essere ebrei.

### Sionismo
La loro convinzione è che il sionismo possa riunire, e riunirà, la nazione dispersa nella sua patria storica e che solo in Israele può esserci un'esperienza piena, formativa ed ebraica per un'intera società.
Il movimento riconosce anche che ci sono molte diverse concezioni del sionismo e le valuta tutte. Riconosce anche la necessità di classificare queste diverse interpretazioni, con Israele al centro. Pertanto, Aliyah è la più alta espressione del giudaismo e del sionismo, qualcosa che tutti i laureati (bogrim) devono anteporre a se stessi come parte della loro autorealizzazione.

### Hagshama
Questo è uno dei pilastri centrali di Hanoar Hatzioni, qualcosa che tutti i partecipanti devono affrontare nel loro periodo all'interno del movimento. Nel mondo moderno questo significa trovare il punto di incontro tra gli interessi personali e le esigenze della nazione. Nella storia ebraica, prima della creazione dello Stato, furono i kibbutz a soddisfare questi ideali: portare giustizia e uguaglianza in primo piano poiché gli individui lavoravano insieme per il bene più grande della collettività. Hanoar Hatzioni spera che la rinnovata valutazione degli ideali del Kibbutz vedrà ancora una volta queste istituzioni al primo posto della società.

### Dugma Ishit
Il Madrich è il fondamento del suo programma educativo, l'esempio personale del nostro Madrichim e Bogrim premia la base etica del suo lavoro. Di conseguenza, HHUK dirige la maggior parte dei suoi sforzi verso contenuti e ideali, con la sua eredità, Chanichim e Bogrim, che rappresentano un movimento serio e responsabile impegnato nell'educazione informale ebraico-sionista.

## Hanoar nel mondo
Hanoar Hatzioni è presente in 17 paesi in quattro diversi continenti, creando un movimento giovanile veramente globale. Hanoar Hatzioni è attiva in Inghilterra, Belgio, Grecia, Ungheria, Spagna, Canada, Messico, Costa Rica, Ecuador, Colombia, Perù, Cile, Brasile, Paraguay, Uruguay e Argentina.
I partecipanti ed i leader del movimento (madrichim) di tutti i diversi paesi hanno l'opportunità di incontrarsi e interagire su una varietà di eventi, sia durante il tour israeliano, che durante l'anno sabbatico, che in altri viaggi in Israele, così come nel "Seminario internazionale annuale per Madrichim e Bogrim" (SBM) che nel 2010 è stato ospitato a Londra, nel 2011 ad Anversa, nel 2012 a Budapest e nel 2013 ad Atene.